# 에든버러 공작 필립
에든버러 공작 필립 공(Prince Philip, The Duke of Edinburgh, 1921년 6월 10일~2021년 4월 9일) 또는 그리스와 덴마크의 왕자 필리포스(그리스어: Πρίγκιπας Φίλιππος της Ελλάδας και της Δανίας 프링기파스 필리포스 티스 엘라다스 케 티스 다니아스[*])는 영국과 그리스의 왕족으로 영국 여왕 엘리자베스 2세의 부군이다. 또한 예비역 영국 해군 중령으로 예편한 그는 덴마크의 왕족이기도 하다.
본래 그리스, 덴마크, 노르웨이 왕가인 글뤽스부르크가의 왕자였던 필립은 결혼한 직후에 그 위계를 포기했지만, 그 문장에 포함한 그리스 국기(푸른 바탕에 하얀 십자가)를 계속 유지했다. 엘리자베스와 약혼한 동시에 그는 필립 마운트배튼 대위로 공표했으며, 1947년 11월 20일 그는 국왕 조지 6세의 상속인 엘리자베스 공주와 결혼하였다. 조지 6세는 필립 공에게 결혼 전에는 전하라는 호칭, 결혼 초기에는 에든버러 공작과 메리오네스 백작, 그리니치 남작의 작위를 하사하였다. 1957년, 엘리자베스 2세는 필립에게 그레이트브리튼과 북아일랜드 연합왕국 공(Prince of United Kingdom of Great Britain and Northern Ireland) 작위를 주었다.
영국 시민권을 얻고서 영국 국민이 된 필립 공의 성은 외가인 바텐베르크를 영어로 번역한 마운트배튼으로 했다. 한편 필립 공이 하노버의 소피아 후손으로서 1705년 소피아 귀화법에 따라 본디 영국 국민 자격이 있었다는 사실이 뒤늦게 밝혀졌다. 그 친할머니 올가 왕비의 외5대조모가 조지 2세 딸이었다. 또한 부계로는 에드워드 7세의 왕비인 알렉산드라가 필립의 증대고모 할머니다.
필립은 왕실 직책에 더하여 에든버러 공작 어워드와 세계 자연보호 기금 등을 포함한 많은 단체의 후원자이자 2010년까지 에든버러 대학교 총장이었고, 케임브리지 대학교 총장이기도 했다.
특히 그는 1956년에 남극 제도를 방문하고서부터 자연과 인간의 공존에 관한 대중 의식 수준을 향상하는 데 전념했으며, 반 세기 동안 이 내용을 주제로 포괄적인 강연 활동을 하였다. 그리스 왕족이기도 한 필립은 오랫동안 영국 왕실 일원으로서 본분을 다하고 있으며, 영국과 영국 연방의 유명인사로 자리매김하였다.
2011년 12월 심장에 관상 동맥경화가 발병하여 91세 나이로 관상동맥에 스텐트를 삽입하는 수술을 받았다. 2012년 6월, 비바람이 치는 가운데 엘리자베스 2세 여왕 즉위 60주년 기념행사를 템즈 강에서 진행했다. 92세 고령인 필립 공은 약 두 시간 동안 비를 맞으며 배 위에 서 있었던 후유증(급성 방광염)으로 입원 치료를 받았고, 나머지 축하행사에 불참했다. 80대까지 건강하게 왕성한 활동을 하던 필립 공은 90대에 접어들며 기력이 떨어져 대외활동을 자제하고 있다. 그리고 97세를 맞은 2017년 5월 4일, 영국 왕실과 정부는 필립 공이 왕실 일가 공식 업무를 가을부터 중단한다고 밝혔다.
2021년 4월 9일 정오경에(영국 시간 기준) 영국 왕실 공식 트위터에 100번째 생일을 앞두고 그의 향년 101세의 일기로 사망 소식을 발표했다. 이로써 영국 왕실 일원 가운데 글로스터 공작부인 앨리스, 엘리자베스 보우스라이언 다음으로 세 번째로 장수한 인물이 되었다.

## 생애

### 어린 시절
그리스와 덴마크의 왕자 필리포스는 1921년 6월 10일에 이오니아해에 있는 코르푸섬의 빌라 몬 레포스에서 1남 4녀 중 막내아들로 태어났다. 그의 아버지는 그리스 왕국의 국왕 게오르기오스 1세와 올가 왕비의 넷째 아들인 안드레아스 왕자이다. 그의 어머니는 초대 밀퍼드헤이번 후작 루이 마운트배튼(과거 바텐베르크의 루드비히)과 헤센다름슈타트의 빅토리아 사이에서 태어난 딸인 바텐베르크 공녀 앨리스이다. 필립의 어머니인 앨리스 공녀는 제2차 세계 대전 동안 아테네에 있는 유대인 은신처를 보호하며 인생 마지막을 그리스 정교회의 수녀로 살다 갔다. 또한, 그녀는 스웨덴의 루이즈 왕비, 제2대 밀퍼드헤이븐 후작 조지 마운트배튼과 제1대 마운트배튼오브버마 백작 루이 마운트배튼의 형제이기도 하다.
필립은 그리스의 왕족이었지만 본래 덴마크-스웨덴의 혈통으로, 필립의 고조부는 덴마크의 크리스티안 9세의 4대손이기도 하다. 할머니 쪽으로는 할머니 올가의 외가 쪽으로 조지 2세의 후손이 된다. 필립은 태어난 지 며칠 지나서 코르푸섬 하도코스에 있는 파라이오 프로우리오에 있는 성 게오르기오스 대성당에서 세례를 받았다.
안드레아스 왕자와 앨리스 공녀는 코르푸섬에 있는 대저택에서 18개월간 지냈다. 당시 그리스는 누구도 예측할 수 없는 격변기에 놓여 있었으며, 왕정이 곧 전복될 것으로 예상되었다. 1922년 9월 22일, 콘스탄티노스 1세는 강압에 의해 왕위에서 쫓겨났다. 혁명 재판소는 왕의 동생인 안드레아스 왕자에게 추방령을 내렸다. 때마침 운좋게도 영국의 조지 5세가 영국 해군 소속 함선 HMS 칼립소에게 철수 명령을 내리자, 필립의 가족은 오렌지 상자로 만든 집에 숨어 안전하게 운송되었다.
1937년 필립의 가족들에게 크나큰 비극이 일어났다. 필립의 셋째 누나 체칠리아와 그녀의 남편 게오르그 도나투스, 시어머니 엘레오노레 그리고 두 아들 알렉산더와 루트비히가 벨기에 오스텐더에서 일어난 비행기 추락 사고로 인해 목숨을 잃은 것이다. 당시 아직 열여섯 살이었던 필립은 다름슈타트에서 거행된 장례식에 참석하였다.

### 영국군 활동
1939년에 고든스톤으로 이사한 필립은 1940년 다트머스 해군 사관학교를 우수한 성적으로 졸업한 다음 영국 해군에 입대하였다. 해군 사관후보생이 된 필립은 전함 HMS 라밀리즈에 타 6개월을 인도양에서 보냈다. 1941년 1월, 지중해 함대에 배치된 전함 HMS 밸리언트에 탄 필립은 크레타 해전에 참가하였다. 그는 마타판 해협 전투에서 활약한 공로를 인정받아 그리스 십자 훈장을 받았다. 또한, 1941년에는 HMS 엠프리스 오브 러시아 수송군의 보일러 연료를 지피는 것을 도왔던 적도 있었다.
1942년 7월에는 해군 중위로 승진하여 V&W급 수뢰 구축함 HMS 월러스에서 근무하면서 호위와 호송 업무를 수행하였다. 1942년 7월 16일에 대위로 진급한 데 이어서, 1942년 10월에는 소형선의 부장이 되었다(당시 스물한 살이었던 그는 소형선 부장으로 임명된 사람들 가운데 젊은 축에 속했음). 1943년 7월에는 HMS 월러스를 타고 연합군의 시칠리아 상륙 작전을 지원하였다.
그 후 필립은 영국 태평양 함대의 제27 구축함대 소속인 새 구축함 HMS 웰프의 소형선 부장에 임명되었다. 일본 정부가 항복 문서에 조인한 1945년 9월 2일, HMS 웰프는 도쿄만에 정박해 있었다. 1946년 1월에 그는 배를 타고 영국 본국으로 귀환하였다. 전쟁이 끝난 후, 1년간 필립은 부사관 학교와 그리니치 해군 대학에서 강사로 일하였다.
필립은 수년간 캐나다 연대에서 가장 오래된 캐나다 보병 연대의 명예 연대장이었다. 영국 연방의 유일한 연대로 존속하고 있는 이 연대는 빅토리아 여왕 때부터 서거한 군주들의 기장(記章)을 사용할 수 있는 권한을 부여받았다.
또한, 필립은 오스트레일리아의 명예 육군 원수이기도 하다. 1953년 1월 15일, 영국군의 육군 원수 자리에 오른 그는 1년 후인 1954년 4월 1일에 오스트레일리아군의 육군 원수로 진급하였다. 그러나 그의 계급은 어디까지나 엘리자베스 2세 여왕의 부군으로서의 순수한 의전용에 불과하다. 그는 오스트레일리아 방위군(ADF)에 명령을 내리거나 할 수 없고, 오스트레일리아 방위군 조직에도 소속되어 있지 않다. 한 예로서, 지금까지 그는 오스트레일리아 방위군의 부대 열병식에 전혀 참여하지 않고 있다.
필립은 1965년 윈스턴 처칠의 뒤를 이어 영국 아일랜드 경기병의 명예 연대장이 되었으며, 1993년 여왕 직속 경기병과의 연대 통합으로 영국 경기병이 생길 때까지 그 자리를 보전하였다. 2002년 왕대비가 서거하자 그는 영국 경기병의 명예 연대장이 되었다.
2011년 6월 10일 엘리자베스 2세는 남편 필립 공의 90번째 생일을 기념해 자신이 맡고 있던 명예 해군사령관 직위를 남편에게 넘겼다. 여왕의 이러한 결정은 해군사관학교 출신으로 잘 나가던 현역 군인이었던 남편이 자신을 외조하기 위해 전역했던 점 등을 감안한 것으로 보인다.

### 결혼
1939년에 조지 6세 부부가 브리타니아 해군 사관학교를 시찰하는 동안, 필립은 조지 6세의 두 딸을 즐겁게 해주라는 임무를 받았는데, 그때 엘리자베스 공주를 만나게 되었다. 만남 이후 필립을 좋아하게 된 엘리자베스는 영국 해군에 입대한 동안 그에게 편지를 쓰기 시작했다. 7년이 지난 후, 필립은 조지 6세에게 엘리자베스와의 결혼을 허락해 달라고 요청하였다. 필립은 왕족이라는 유산(왕족 출신)과 이미 정립된 왕족으로서의 의무 경험 덕분에 미래의 여왕에게 가장 적합한 남편감으로 여겨졌다. 루이 마운트배튼은 필립에게 그리스 왕실과 덴마크 왕실에서의 칭호와 동시에 그리스 왕실에 대한 충성의 의무를 포기하고, 그리스 정교회에서 영국 성공회로 회심할 것을 재촉하였으며, 1947년 3월 18일까지 모든 작업이 끝나 필립은 영국 국적을 취득했다. 그 후에 필립은 어머니의 성인 바텐베르크를 그대로 영어로 직역한 마운트배튼으로 성씨를 바꾸었다. 결혼식 전날에 조지 6세는 필립에게 전하라는 호칭을 주었으며, 결혼식 당일 아침인 1947년 11월 20일에 필립은 에든버러 공, 메리오네스 백작, 그리니치 남작이 되었다.
필립과 엘리자베스의 결혼식은 웨스트민스터 사원에서 열렸으며, BBC에 의해 방송되었다. 그러나 당시 영국은 제2차 세계 대전을 겪은 직후였기 때문에, 나치와 관련 있는 독일인 공족들과 결혼한 세 누나들을 비롯한 필립의 독일인 친척들은 불청객으로 낙인 찍혀 초대받지 못하였다. 버크셔 주의 윈저에서 태어났으며, 독일 왕실 칭호를 버린 필립의 어머니만이 유일하게 불청객 신분에서 제외되었다. 결혼식을 올린 다음 부부는 클래런스 하우스로 이사하였으며, 그곳에 사는 동안 맏아들 찰스와 딸 앤을 낳았다. 필립은 해군으로 계속 일하고 싶어 했지만, 그 꿈도 장래에 자신이 영국 여왕의 부군이 되면 사라진다는 것을 알고 있었다. 그래도 필립은 신혼을 마치고 다시 해군에 복귀하여, 지중해 함대의 구축함 HMS 체커즈의 부장으로서 1949년에 몰타에 배치되었다. 1950년, 필립은 해군 소령으로 승진하여 슬루프형 포함(砲艦) HMS 매그파이로 발령받았다. 그리고 1952년 초에는 부함장으로 다시 승진하였다. 조지 6세의 건강이 좋지 않자, 엘리자베스 공주와 필립 공작은 1951년 11월 4일에 영국 추밀원을 통해 왕의 대리로 임명받은 후, 캐나다의 연안 지방을 순방하였다. 다음해 1월에는 아프리카 전역, 오스트레일리아, 뉴질랜드 등 영국 연방을 순방하였다. 2월 6일, 두 사람이 케냐에 머물러 있을 때에 엘리자베스의 아버지가 서거하였다. 그에 따라 엘리자베스 공주가 왕위를 계승하였다.
부인인 엘리자베스 2세 여왕과는 먼 친척간이기도 했다. 그의 조부 요르요스 1세의 누나 알렉산드라는 영국왕 빅토리아 여왕의 아들 에드워드 7세의 왕비였고, 조지 5세의 모후였다.

### 여왕 부군
엘리자베스 2세가 왕위를 물려받으면서 왕실 명칭에 대한 문제가 발생했다. 서양에서는 아내가 으레 원래 성씨를 남편의 성씨로 바꾸는 것이 일반적이었으므로, 필립 공의 작은외숙인 버마 백작 루이 마운트배튼은 왕가 명칭에 대한 기자들의 질문에 엘리자베스 2세 역시 필립 공과 결혼하였으니 그의 성씨를 따라 왕실의 명칭도 마운트배튼 왕가(House of Mountbatten)로 개명해야 한다고 추측하여 대답하였다. 정부가 이를 엘리자베스 2세의 조모인 대왕대비 테크의 메리에게 자문을 구했고, 그녀는 1917년 왕조 명 회의 결과에 따라 왕조 명은 부계계승이든 모계계승이든 따지지 않고 계속 '윈저'로 고정할 것이라 정정했다.
1952년, 필립은 영국 해군 원수, 영국 육군 원수, 영국 공군 원수의 직함을 받았다. 또한, 그는 영국 해병대의 총사령관이 되었다. 모든 군인의 통수권자가 된 덕분에 방위군 총사령관보다 지위가 높은 여왕과 마찬가지로, 이 역시 옛 선왕들과 함께 확립된 전통이다.
필립 공은 엘리자베스 2세와 함께 영국을 방문한 외국의 고위 인사들을 맞이하며, 외국 순방 때도 동행한다. 필립 공은 종종 국내외에서 여왕을 대신해서 약속을 잡기도 한다. 또한, 필립 공은 각종 단체의 후원자이기도 하다. 1956년에 그는 젊은이들에게 에든버러 공 어워드를 수여하면서 “자기 자신과 자신이 속한 공동체에 대한 책임감을 느껴라.”라고 말하였다. 그의 계획은 현재 전 세계에서 100여 개의 나라에서 시행되고 있다. 또한, 그는 세계 자연보호 기금의 총재이기도 하다.
1956-1957년, 필립은 거리가 먼 영국 연방의 섬들을 시찰하고자 HMY 브리타니아를 타고 세계 일주 항해를 하였다.
2002년 엘리자베스 2세의 즉위 50주년 때, 필립 공은 아내인 여왕의 재위기간 동안 그녀를 곁에서 보필해야 하는 임무를 성실히 수행한 것에 대해 영국 하원의장으로부터 격찬을 받았다.

## 직함과 칭호, 문장

### 직함과 칭호
- 그리스와 덴마크의 필리포스 왕자 (1921년 6월 10일~1947년 3월 18일)
- 필립 마운트배튼 중위 (1947년 3월 18일~1947년 11월 19일)
- 필립 마운트배튼 경, KG (1947년 11월 19일~1947년 11월 20일)
- 에든버러 공작, KG (1947년 11월 20일~1951년 11월 3일)
- 에든버러 공작, KG, PC (1951년 11월 4일~1952년 4월 20일)
- 에든버러 공작, KG, KT, PC (1952년 4월 21일~1953년 5월 21일)
- 에든버러 공작, KG, KT, GBE, PC (1953년 5월 22일~1968년 6월 9일)
- 에든버러 공작, KG, KT, OM, GBE, PC (1968년 6월 10일~1981년 11월 14일)
- 에든버러 공작, KG, KT, OM, GBE, QSO, PC (1981년 11월 15일~1988년 6월 12일)
- 에든버러 공작, KG, KT, OM, GBE, AC, QSO, PC (1988년 6월 13일~2021년 4월 9일)

현재 필립 공이 보유하고 있는 모든 직함과 칭호는 다음과 같다: 에든버러 공작, 메리오네스 백작, 그리니치 남작, 가장 고귀한 가터 훈장의 기사, 가장 고대의 전사이자 가장 고귀한 시슬 훈장 수훈자, 대영 제국 훈장 기사단장, 메리트 훈장 구성원, 여왕의 서비스 훈장 컴페니언 엑스트라, 오스트레일리아 훈장 컴패니언, 컴패니언 로거후 대훈장 추장, 여왕 폐하의 가장 품격 있는 추밀원 의원, 캐나다 여왕 추밀원 의원 필립 왕자.

### 문장

에든버러 공 필립의 문장

에든버러 공 필립의 깃발

필립 공의 전용 개인 문장은 1947년 11월 19일에 만들어졌다. 다른 왕족들의 문장과는 달리, 필립 공의 문장은 마치 남자들이 아내들의 문장과 칭호를 갖는 것이 허락되지 않는 것처럼, 영국의 왕실 문장의 특징을 갖고 있지 않다. 그 대신, 부계에서 전해진 그리스와 덴마크 그리고 모계로부터 이어져 온 마운트배튼 가문의 문장과 에든버러 시, 그의 공작 신분을 나타내는 요소들을 특징으로 삼았다.
방패는 열십자로 4등분 하였다. 왼쪽 위에는 덴마크의 국장을 나타내는 것으로, 노란색 배경 위에 오른쪽 앞다리를 들고 왼쪽을 향해 걷는 자세를 취한 푸른 사자 세 마리와 아홉 개의 붉은 하트로 이루어져 있다. 오른쪽 위에는 그리스의 국장을 나타내는 것으로, 푸른색을 바탕으로 한 하얀 십자가가 있다. 왼쪽 아래에는 마운트배튼 가문의 문장을 나타내는 것으로, 하얀색 배경 위에 검은색 줄 두 개가 세로로 그어져 있다. 오른쪽 아래에는 에든버러 시의 문장을 나타내는 것으로, 검은색과 붉은색이 들어간 성 한 채가 있다.
방패의 왼편에는 덴마크 왕실의 문장인 미개인이 있으며, 오른편에는 공작의 해군 경력을 암시하는 해군 영관(榮冠)과 함께 공작의 모자를 목 둘레에 고리처럼 두른(목걸이를 단) 황금빛 사자(영국의 전통적인 상징물)가 있다.
방패 밑에는 God is my help (하느님은 나의 도우심)이란 표어가 있으며, 방패 뒤에는 가터 훈장의 표어인 Honi soit qui mal y pense (악한 생각을 하는 사람에게 화 있을진저)가 있다.
필립 공의 문장 깃발은 그의 전용 군기 문양으로 사용한다.

## 기타
그는 스페인의 왕비인 그리스와 덴마크의 소피아와도 친척 관계이다. 필립의 아버지인 안드레아스는 콘스탄티노스 1세의 동생이며, 그 아들들인 요르요스 2세, 파블로스 형제의 숙부이다. 소피아는 필립의 사촌인 파블로스의 딸로, 오촌 종질녀가 된다.
할머니 러시아의 올가 콘스탄티노브나의 친정 어머니 엘리자베스를 통해서, 조지 2세의 후손이 된다. 한편 필립의 할머니 올가는, 러시아의 니콜라이 1세의 차남 콘스탄틴 니콜라예비치의 딸로, 니콜라이 1세에게는 외4대손이 된다.
1985년 당시 국제승마협회 회장자격으로 방한, 전두환 전 대통령으로부터 체육훈장 청룡장을 수여받았다.

## 자녀
| 사진 | 이름                   | 생일                   | 사망 | 기타                                                                               |
| ---- | ---------------------- | ---------------------- | ---- | ---------------------------------------------------------------------------------- |
|      | 찰스 3세               | 1948년 11월 14일(76세) | 생존 | 웨일스 공비 다이애나와 결혼 후 이혼, 슬하 2남. 영국 왕비 커밀라와 재혼, 자녀 없음. |
|      | 프린세스 로열 앤       | 1950년 8월 15일(75세)  | 생존 | 마크 필립스와 결혼 후 이혼, 슬하 1남 1녀. 티머시 로런스와 재혼, 자녀 없음          |
|      | 요크 공작 앤드루       | 1960년 2월 19일(65세)  | 생존 | 요크 공작부인 세라와 결혼 후 이혼, 슬하 2녀.                                       |
|      | 에든버러 공작 에드워드 | 1964년 3월 10일(61세)  | 생존 | 에든버러 공작부인 소피와 결혼, 슬하 1남 1녀.                                       |